# Uchwała krajowego prowidu OUN z 22 czerwca 1990
Uchwała krajowego prowidu Organizacji Ukraińskich Nacjonalistów – rzekomo podjęta 22 czerwca 1990 antypolska uchwała, opisująca politykę ukraińskich nacjonalistów wobec Polski w okresie po jej wyjściu ze strefy wpływów ZSRR. Nie wykryto autorów, ani pochodzenia owej uchwały, jednak o jej autorstwo podejrzewa się Edwarda Prusa.
Treść „uchwały”, liczącej 60 stron maszynopisu została przesłana po przetłumaczeniu przez Agencję Konsularną RP we Lwowie, pismem z dnia 20 marca 1991 do Ministerstwa Spraw Zagranicznych Departament Prasy i Informacji w Warszawie, do Instytutu Historii PAN w Warszawie oraz wydrukowana dnia 12–14 kwietnia 1991 w gazecie „Polska Zbrojna”, organie Ministerstwa Obrony Narodowej. Najważniejsze tezy „programu ukraińskich nacjonalistów” zawarte w uchwale to:
- Doprowadzić do tego, aby władze polskie jednostronnie przyznały, że względem samodzielnej Ukrainy nie wysuwają i nie będą wysuwać w przyszłości żadnych roszczeń terytorialnych.
- Narzucić stwierdzenie, że sami Polacy oddają hołd bohaterskiej UPA, prekursorce „Solidarność”.
- Polacy mają sami potępić tzw. akcję Wisła jako ludobójczą, za znęcanie się nad ukraińską ludnością. Przeznaczyć na to 15–20 tys. USD.
- Wykazywać ukraińskość Zakierzonia zgodnie z granicą nakreśloną przez OUN-UPA, podkreślając, że samostijna Ukraina nigdy z tych ziem nie zrezygnuje i w odpowiednim momencie o nie się upomni. Jeśli Polacy będą się upierać, to Ukraina względem nich bez wahania użyje siły zbrojnej.
- Nakazuje szerzenie kultu Stepana Bandery i Romana Szuchewycza „Czuprynki” oraz metropolity Andrzeja Szeptyckiego przez upamiętnianie w miastach i wsiach pomnikami, jak i nadawaniem ich imienia szkołom, ulicom i placom.
- Podkreślać przyznanie Włodzimierzowi Mokremu nagrody im. Jana Pawła II za krzewienie przyjaźni między narodami polskim i ukraińskim. Podnosić przyznanie nagrody Ukraińcowi za artykuły zamieszczone na łamach „Tygodnika Powszechnego” oraz „Znaku”, a w propagandzie światowej głosić, że reprezentują one najzdrowsze siły narodu polskiego, na które tylko Europa może się orientować.
- Posługując się imieniem Ojca św. doprowadzić do przekształcenia Fundacji im. Włodzimierza Chrzciciela w Instytut Ukraiński, a z czasem do powołania na bazie instytutu Uniwersytetu Ukraińskiego w Krakowie. Przed wojną Polacy nie zezwolili na otwarcie Uniwersytetu Ukraińskiego we Lwowie, my zaś przełamiemy wszelkie opory i powołamy Uniwersytet Ukraiński w starożytnej stolicy Polski.
- Doprowadzić do zwrotu przez Kościół Polski katedry ukraińskiej w książęcym grodzie Przemyślu. Tu powinno znaleźć się biskupstwo Ukraińskiej Katolickiej Cerkwi oraz powinny osiedlić się ukraińskie zakony.
- To wszystko ma służyć osłabieniu Polski, a w przyszłości doprowadzić nawet do zupełnej dekompozycji państwa polskiego – co leży w interesie polityki Ukrainy, w której siłą awangardową jest i będzie rewolucyjna OUN. Obecna Polska nie powinna być zbyt silna, ale też nie może być zbyt słaba.